# André Schürrle
André Schürrle (Ludwigshafen am Rhein, 6 novembre 1990) è un ex calciatore tedesco, di ruolo attaccante. Con la nazionale tedesca è diventato campione del mondo nel 2014.
Considerato uno dei talenti più promettenti della sua generazione, ha esordito a 18 anni in Bundesliga, mentre all'età di 23 anni era già campione del mondo, autore dell'assist per il gol decisivo nella finale tra Germania e Argentina.

## Caratteristiche tecniche
Esterno offensivo sinistro, poteva giocare anche come esterno di centrocampo, ala moderna o anche da centravanti.
Calciatore polivalente nel reparto offensivo, al Magonza è stato sperimentato in ogni ruolo e in ogni modulo dell'attacco, giocando da prima, seconda punta, esterno di centrocampo e d'attacco in entrambe le fasce e anche trequartista, ricoprendo spesso i ruoli di ala sinistra e attaccante al Bayer Leverkusen e al Chelsea.

## Carriera

### Club

#### Magonza
Inizia la sua carriera nel Ludwigshafener SC nel 1996 per poi trasferirsi 10 anni dopo, nel 2006, al Magonza. Debutta in prima squadra nell'agosto del 2009 in una partita di Bundesliga contro il Bayer Leverkusen, pareggiata 2-2. Il 19 settembre realizza i suoi primi due gol in carriera, nella vittoria esterna per 3-2 contro il Bochum. Termina la stagione con 5 gol in 33 partite giocate. Nel settembre del 2010 Schürrle firma un contratto di 5 anni con il Bayer Leverkusen, squadra con la quale si unirà al termine della stagione 2010-2011. Nella suddetta stagione è tra i protagonisti della grande annata del Magonza, terminata con il 5º posto in classifica e l'accesso alla UEFA Europa League. Realizza inoltre 15 gol in 33 partite, risultando il capocannoniere della squadra.

#### Bayer Leverkusen
Debutta con la nuova maglia il 30 luglio 2011 nella partita di Coppa di Germania giocata fuori casa e persa 4-3 contro la Dinamo Dresda, in cui realizza anche la sua prima rete con le aspirine rossonere. Realizza il suo primo gol in campionato con il Leverkusen nella gara pareggiata 2-2 in casa del Borussia Mönchengladbach, il 15 ottobre, mentre quattro giorni dopo mette a segno la sua prima rete in Champions League, nell'incontro vinto per 2-1 dalla sua squadra contro il Valencia. Ha terminato la stagione con 9 gol in 40 apparizioni totali, di cui 7 reti in 31 partite di campionato.

#### Chelsea
Il 25 giugno 2013 il Chelsea annuncia ufficialmente l'acquisto di André Schürrle, pagando 22 milioni di euro al Bayer Leverkusen. Il giocatore vestirà la maglia numero 14. Nella prima stagione agli ordini di José Mourinho colleziona 43 presenze e 9 gol tra campionato, coppe nazionali e Champions League. Nel 2014-2015 gioca 22 partite segnando 5 gol, di cui 14 presenze in campionato. Complessivamente in un anno e mezzo con i blues mette a referto 65 presenze e 14 gol.

#### Wolfsburg e Borussia Dortmund
Il 2 febbraio 2015 si trasferisce al Wolfsburg per € 32 milioni. Firma con i tedeschi un contratto valido fino al 2019. In un anno e mezzo colleziona 63 presenze e 13 gol.
Il 22 luglio 2016, tramite la pagina ufficiale di Facebook, il Borussia Dortmund annuncia l'arrivo di André per una cifra che si aggira intorno ai 30 milioni di euro. La prima presenza con la nuova maglia la trova nella finale di Supercoppa di Germania persa 2-0 contro i rivali del Bayern Monaco. Il primo gol con la maglia giallonera arriva il 22 agosto nella partita di Coppa di Germania vinta 3-0 sul campo dell'Eintracht Trier. Il 27 settembre arriva il primo gol in Champions League nella partita pareggiata 2-2 in casa contro il Real Madrid, mentre il primo gol in Bundesliga arriva alla prima giornata dopo la sosta natalizia nella vittoria per 2-1 contro il Werder Brema in trasferta.

#### Fulham
Il 25 luglio 2018 si trasferisce in prestito biennale al Fulham, club neo-promosso in Premier League. Esordisce con i Cottagers l'11 agosto seguente, nel match d'esordio in campionato contro il Crystal Palace. Il 26 agosto, in occasione del match contro il Burnley, sigla il suo primo gol con il nuovo club.

#### Spartak Mosca e il ritiro
Il 31 luglio 2019 viene annunciato il suo trasferimento in prestito annuale allo Spartak Mosca per un milione di euro. Rientrato al Borussia, dopo essersi svincolato dal club tedesco, il 17 luglio 2020, con un'intervista rilasciata al settimanale Der Spiegel, annuncia il proprio ritiro dal calcio giocato ad appena 29 anni, decisione maturata da tempo e dovuta all'inquietudine vissuta negli ultimi anni di carriera.

### Nazionale

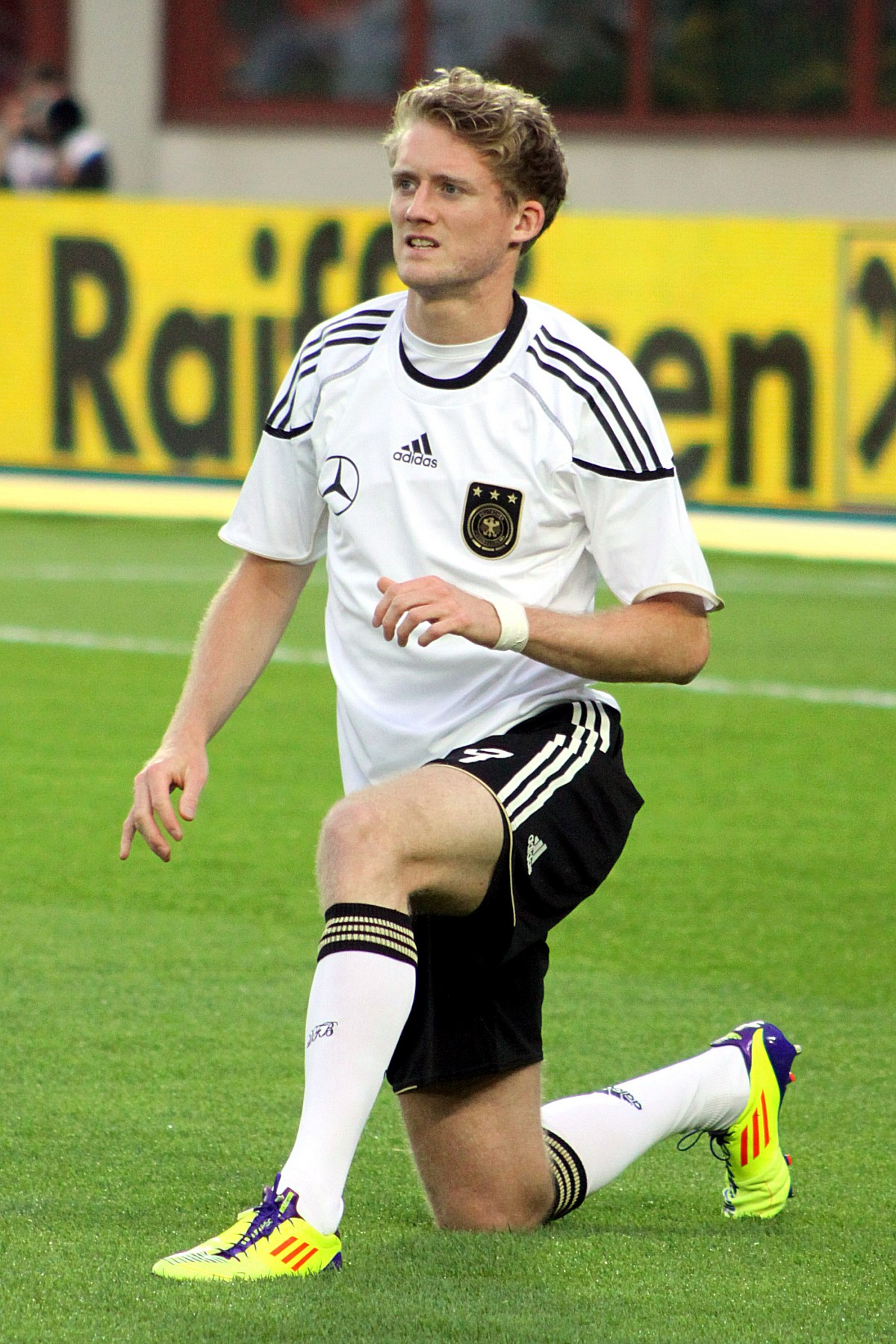
Schürrle con la nazionale tedesca nel 2011.

Ha ricevuto la prima convocazione in nazionale maggiore nel novembre del 2010, debuttando poco dopo in amichevole contro la Svezia, subentrando a partita in corso. Realizza il suo primo gol in nazionale il 29 maggio 2011 in un'amichevole vinta 2-1 con l'Uruguay. Inserito nella spedizione per l'Europeo 2012 contribuisce al raggiungimento della semifinale scendendo in campo due volte.
Nella partita delle qualificazioni ai Mondiali 2014 contro la Svezia realizza la sua prima tripletta in Nazionale, la partita si chiuderà sul punteggio di 5-3 per i tedeschi. Viene convocato per la rassegna iridata, dove fa il suo esordio nella partita vinta 4-0 contro il Portogallo; agli ottavi sblocca il risultato nei supplementari nel 2-1 sull'Algeria, mentre, seppur entrato nella ripresa, realizza una doppietta nella storica semifinale vinta 7-1 contro il Brasile. Il 13 luglio 2014 si laurea campione del mondo dopo la vittoria in finale sull'Argentina per 1-0, ottenuta grazie al goal decisivo di Götze, su assist dello stesso Schürrle, durante i tempi supplementari.
Il 13 giugno 2015 realizza una tripletta, la seconda in nazionale, nella gara valida per le qualificazioni per l'europeo del 2016 contro Gibilterra. Convocato per gli Europei 2016 in Francia, scende in campo regolarmente durante la manifestazione.

## Statistiche

### Presenze e reti nei club
Statistiche aggiornate al 27 agosto 2017.
| Stagione                 | Squadra                  | Campionato               | Campionato | Campionato | Coppe nazionali | Coppe nazionali | Coppe nazionali | Coppe continentali | Coppe continentali | Coppe continentali | Altre coppe | Altre coppe | Altre coppe | Totale | Totale |
| Stagione                 | Squadra                  | Comp                     | Pres       | Reti       | Comp            | Pres            | Reti            | Comp               | Pres               | Reti               | Comp        | Pres        | Reti        | Pres   | Reti   |
| ------------------------ | ------------------------ | ------------------------ | ---------- | ---------- | --------------- | --------------- | --------------- | ------------------ | ------------------ | ------------------ | ----------- | ----------- | ----------- | ------ | ------ |
| 2009-2010                | Magonza                  | BL                       | 33         | 5          | CG              | 1               | 0               | -                  | -                  | -                  | -           | -           | -           | 34     | 5      |
| 2010-2011                | Magonza                  | BL                       | 33         | 15         | CG              | 1               | 0               | -                  | -                  | -                  | -           | -           | -           | 34     | 15     |
| Totale Magonza           | Totale Magonza           | Totale Magonza           | 66         | 20         |                 | 2               | 0               |                    |                    |                    |             |             |             | 68     | 20     |
| 2011-2012                | Bayer Leverkusen         | BL                       | 31         | 7          | CG              | 1               | 1               | UCL                | 8                  | 1                  | -           | -           | -           | 40     | 9      |
| 2012-2013                | Bayer Leverkusen         | BL                       | 34         | 11         | CG              | 3               | 1               | UEL                | 6                  | 2                  | -           | -           | -           | 43     | 14     |
| Totale Bayer Leverkusen  | Totale Bayer Leverkusen  | Totale Bayer Leverkusen  | 65         | 18         |                 | 4               | 2               |                    | 14                 | 3                  |             |             |             | 83     | 23     |
| 2013-2014                | Chelsea                  | PL                       | 30         | 8          | FACup+CdL       | 1+1             | 0               | UCL                | 10                 | 1                  | SU          | 1           | 0           | 43     | 9      |
| 2014-gen. 2015           | Chelsea                  | PL                       | 14         | 3          | FACup+CdL       | 1+3             | 0+1             | UCL                | 4                  | 1                  | -           | -           | -           | 22     | 5      |
| Totale Chelsea           | Totale Chelsea           | Totale Chelsea           | 44         | 11         |                 | 6               | 1               |                    | 14                 | 2                  |             | 1           | 0           | 65     | 14     |
| gen.-giu. 2015           | Wolfsburg                | BL                       | 14         | 1          | CG              | 4               | 0               | UEL                | 4                  | 0                  | -           | -           | -           | 22     | 1      |
| 2015-2016                | Wolfsburg                | BL                       | 29         | 9          | CG              | 1               | 1               | UCL                | 10                 | 2                  | SG          | 1           | 0           | 41     | 12     |
| Totale Wolfsburg         | Totale Wolfsburg         | Totale Wolfsburg         | 43         | 10         |                 | 5               | 1               |                    | 14                 | 2                  |             | 1           | 0           | 63     | 13     |
| 2016-2017                | Borussia Dortmund        | BL                       | 15         | 2          | CG              | 3               | 2               | UCL                | 6                  | 1                  | SG          | 1           | 0           | 25     | 5      |
| 2017-2018                | Borussia Dortmund        | BL                       | 18         | 1          | CG              | 3               | 0               | UCL+UEL            | 1+4                | 0+2                | SG          | 0           | 0           | 26     | 3      |
| Totale Borussia Dortmund | Totale Borussia Dortmund | Totale Borussia Dortmund | 33         | 3          |                 | 6               | 2               |                    | 11                 | 3                  |             | 1           | 0           | 51     | 8      |
| 2018-2019                | Fulham                   | PL                       | 22         | 6          | FACup+CdL       | 0+1             | 0               | -                  | -                  | -                  | -           | -           | -           | 23     | 6      |
| 2019-2020                | Spartak Mosca            | PL                       | 13         | 1          | CR              | 1               | 0               | UEL                | 4                  | 1                  | -           | -           | -           | 18     | 2      |
| Totale carriera          | Totale carriera          | Totale carriera          | 267        | 64         |                 | 24              | 6               |                    | 57                 | 11                 |             | 3           | 0           | 349    | 80     |

### Cronologia presenze e reti in nazionale
| Cronologia completa delle presenze e delle reti in nazionale ― Germania | Cronologia completa delle presenze e delle reti in nazionale ― Germania | Cronologia completa delle presenze e delle reti in nazionale ― Germania | Cronologia completa delle presenze e delle reti in nazionale ― Germania | Cronologia completa delle presenze e delle reti in nazionale ― Germania | Cronologia completa delle presenze e delle reti in nazionale ― Germania | Cronologia completa delle presenze e delle reti in nazionale ― Germania | Cronologia completa delle presenze e delle reti in nazionale ― Germania |
| Data                                                                    | Città                                                                   | In casa                                                                 | Risultato                                                               | Ospiti                                                                  | Competizione                                                            | Reti                                                                    | Note                                                                    |
| ----------------------------------------------------------------------- | ----------------------------------------------------------------------- | ----------------------------------------------------------------------- | ----------------------------------------------------------------------- | ----------------------------------------------------------------------- | ----------------------------------------------------------------------- | ----------------------------------------------------------------------- | ----------------------------------------------------------------------- |
| 17-11-2010                                                              | Göteborg                                                                | Svezia                                                                  | 0 – 0                                                                   | Germania                                                                | Amichevole                                                              | -                                                                       | 78’                                                                     |
| 29-3-2011                                                               | Mönchengladbach                                                         | Germania                                                                | 1 – 2                                                                   | Australia                                                               | Amichevole                                                              | -                                                                       |                                                                         |
| 29-5-2011                                                               | Sinsheim                                                                | Germania                                                                | 2 – 1                                                                   | Uruguay                                                                 | Amichevole                                                              | 1                                                                       | 58’                                                                     |
| 3-6-2011                                                                | Vienna                                                                  | Austria                                                                 | 1 – 2                                                                   | Germania                                                                | Qual. Euro 2012                                                         | -                                                                       | 67’                                                                     |
| 7-6-2011                                                                | Baku                                                                    | Azerbaigian                                                             | 1 – 3                                                                   | Germania                                                                | Qual. Euro 2012                                                         | 1                                                                       | 75’                                                                     |
| 10-8-2011                                                               | Stoccarda                                                               | Germania                                                                | 3 – 2                                                                   | Brasile                                                                 | Amichevole                                                              | 1                                                                       | 46’                                                                     |
| 2-9-2011                                                                | Gelsenkirchen                                                           | Germania                                                                | 6 – 2                                                                   | Austria                                                                 | Qual. Euro 2012                                                         | 1                                                                       | 73’                                                                     |
| 6-9-2011                                                                | Danzica                                                                 | Polonia                                                                 | 2 – 2                                                                   | Germania                                                                | Amichevole                                                              | -                                                                       |                                                                         |
| 7-10-2011                                                               | Istanbul                                                                | Turchia                                                                 | 1 – 3                                                                   | Germania                                                                | Qual. Euro 2012                                                         | -                                                                       | 62’                                                                     |
| 11-10-2011                                                              | Düsseldorf                                                              | Germania                                                                | 3 – 1                                                                   | Belgio                                                                  | Qual. Euro 2012                                                         | 1                                                                       |                                                                         |
| 11-11-2011                                                              | Kiev                                                                    | Ucraina                                                                 | 3 – 3                                                                   | Germania                                                                | Amichevole                                                              | -                                                                       | 46’                                                                     |
| 29-2-2012                                                               | Brema                                                                   | Germania                                                                | 1 – 2                                                                   | Francia                                                                 | Amichevole                                                              | -                                                                       | 45’                                                                     |
| 26-5-2012                                                               | Basilea                                                                 | Svizzera                                                                | 5 – 3                                                                   | Germania                                                                | Amichevole                                                              | 1                                                                       |                                                                         |
| 31-5-2012                                                               | Lipsia                                                                  | Germania                                                                | 2 – 0                                                                   | Israele                                                                 | Amichevole                                                              | 1                                                                       | 67’                                                                     |
| 17-6-2012                                                               | Leopoli                                                                 | Danimarca                                                               | 1 – 2                                                                   | Germania                                                                | Euro 2012 - 1º turno                                                    | -                                                                       | 64’                                                                     |
| 22-6-2012                                                               | Danzica                                                                 | Germania                                                                | 4 – 2                                                                   | Grecia                                                                  | Euro 2012 - Quarti di finale                                            | -                                                                       | 67’                                                                     |
| 15-8-2012                                                               | Francoforte sul Meno                                                    | Germania                                                                | 1 – 3                                                                   | Argentina                                                               | Amichevole                                                              | -                                                                       | 62’                                                                     |
| 7-9-2012                                                                | Hannover                                                                | Germania                                                                | 3 – 0                                                                   | Fær Øer                                                                 | Qual. Mondiali 2014                                                     | -                                                                       | 68’                                                                     |
| 12-10-2012                                                              | Dublino                                                                 | Irlanda                                                                 | 1 – 6                                                                   | Germania                                                                | Qual. Mondiali 2014                                                     | -                                                                       | 72’                                                                     |
| 14-11-2012                                                              | Amsterdam                                                               | Paesi Bassi                                                             | 0 – 0                                                                   | Germania                                                                | Amichevole                                                              | -                                                                       | 84’                                                                     |
| 6-2-2013                                                                | Saint-Denis                                                             | Francia                                                                 | 1 – 2                                                                   | Germania                                                                | Amichevole                                                              | -                                                                       | 68’                                                                     |
| 22-3-2013                                                               | Astana                                                                  | Kazakistan                                                              | 0 – 3                                                                   | Germania                                                                | Qual. Mondiali 2014                                                     | -                                                                       | 82’                                                                     |
| 29-5-2013                                                               | Boca Raton                                                              | Germania                                                                | 4 – 2                                                                   | Ecuador                                                                 | Amichevole                                                              | -                                                                       | 69’                                                                     |
| 2-6-2013                                                                | Washington                                                              | Stati Uniti                                                             | 4 – 3                                                                   | Germania                                                                | Amichevole                                                              | -                                                                       | 65’                                                                     |
| 14-8-2013                                                               | Kaiserslautern                                                          | Germania                                                                | 3 – 3                                                                   | Paraguay                                                                | Amichevole                                                              | -                                                                       | 81’                                                                     |
| 10-9-2013                                                               | Tórshavn                                                                | Fær Øer                                                                 | 0 – 3                                                                   | Germania                                                                | Qual. Mondiali 2014                                                     | -                                                                       | 75’                                                                     |
| 11-10-2013                                                              | Colonia                                                                 | Germania                                                                | 3 – 0                                                                   | Irlanda                                                                 | Qual. Mondiali 2014                                                     | 1                                                                       | 86’                                                                     |
| 15-10-2013                                                              | Stoccolma                                                               | Svezia                                                                  | 3 – 5                                                                   | Germania                                                                | Qual. Mondiali 2014                                                     | 3                                                                       | 32’                                                                     |
| 15-11-2013                                                              | Milano                                                                  | Italia                                                                  | 1 – 1                                                                   | Germania                                                                | Amichevole                                                              | -                                                                       | 59’                                                                     |
| 19-11-2013                                                              | Londra                                                                  | Inghilterra                                                             | 0 – 1                                                                   | Germania                                                                | Amichevole                                                              | -                                                                       | 82’                                                                     |
| 5-3-2014                                                                | Stoccarda                                                               | Germania                                                                | 1 – 0                                                                   | Cile                                                                    | Amichevole                                                              | -                                                                       | 46’                                                                     |
| 1-6-2014                                                                | Mönchengladbach                                                         | Germania                                                                | 2 – 2                                                                   | Camerun                                                                 | Amichevole                                                              | 1                                                                       | 58’                                                                     |
| 6-6-2014                                                                | Magonza                                                                 | Germania                                                                | 6 – 1                                                                   | Armenia                                                                 | Amichevole                                                              | 1                                                                       | 75’                                                                     |
| 16-6-2014                                                               | Salvador                                                                | Germania                                                                | 4 – 0                                                                   | Portogallo                                                              | Mondiali 2014 - 1º turno                                                | -                                                                       | 62’                                                                     |
| 26-6-2014                                                               | Recife                                                                  | Stati Uniti                                                             | 0 – 1                                                                   | Germania                                                                | Mondiali 2014 - 1º turno                                                | -                                                                       | 89’                                                                     |
| 30-6-2014                                                               | Porto Alegre                                                            | Germania                                                                | 2 – 1 dts                                                               | Algeria                                                                 | Mondiali 2014 - Ottavi di finale                                        | 1                                                                       | 46’                                                                     |
| 4-7-2014                                                                | Rio de Janeiro                                                          | Francia                                                                 | 0 – 1                                                                   | Germania                                                                | Mondiali 2014 - Quarti di finale                                        | -                                                                       | 69’                                                                     |
| 8-7-2014                                                                | Belo Horizonte                                                          | Brasile                                                                 | 1 – 7                                                                   | Germania                                                                | Mondiali 2014 - Semifinale                                              | 2                                                                       | 58’                                                                     |
| 13-7-2014                                                               | Rio de Janeiro                                                          | Germania                                                                | 1 – 0 dts                                                               | Argentina                                                               | Mondiali 2014 - Finale                                                  | -                                                                       | 31’                                                                     |
| 3-9-2014                                                                | Düsseldorf                                                              | Germania                                                                | 2 – 4                                                                   | Argentina                                                               | Amichevole                                                              | 1                                                                       | 57’                                                                     |
| 7-9-2014                                                                | Dortmund                                                                | Germania                                                                | 2 – 1                                                                   | Scozia                                                                  | Qual. Euro 2016                                                         | -                                                                       | 83’                                                                     |
| 11-10-2014                                                              | Varsavia                                                                | Polonia                                                                 | 2 – 0                                                                   | Germania                                                                | Qual. Euro 2016                                                         | -                                                                       | 77’                                                                     |
| 25-3-2015                                                               | Kaiserslautern                                                          | Germania                                                                | 2 – 2                                                                   | Australia                                                               | Amichevole                                                              | -                                                                       | 63’                                                                     |
| 29-3-2015                                                               | Tbilisi                                                                 | Georgia                                                                 | 0 – 2                                                                   | Germania                                                                | Qual. Euro 2016                                                         | -                                                                       | 86’                                                                     |
| 10-6-2015                                                               | Colonia                                                                 | Germania                                                                | 1 – 2                                                                   | Stati Uniti                                                             | Amichevole                                                              | -                                                                       | 46’                                                                     |
| 13-6-2015                                                               | Faro                                                                    | Gibilterra                                                              | 0 – 7                                                                   | Germania                                                                | Qual. Euro 2016                                                         | 3                                                                       |                                                                         |
| 7-9-2015                                                                | Glasgow                                                                 | Scozia                                                                  | 2 – 3                                                                   | Germania                                                                | Qual. Euro 2016                                                         | -                                                                       | 86’                                                                     |
| 8-10-2015                                                               | Dublino                                                                 | Irlanda                                                                 | 1 – 0                                                                   | Germania                                                                | Qual. Euro 2016                                                         | -                                                                       | 35’                                                                     |
| 11-10-2015                                                              | Lipsia                                                                  | Germania                                                                | 2 – 1                                                                   | Georgia                                                                 | Qual. Euro 2016                                                         | -                                                                       | 76’                                                                     |
| 26-3-2016                                                               | Berlino                                                                 | Germania                                                                | 2 – 3                                                                   | Inghilterra                                                             | Amichevole                                                              | -                                                                       | 64’                                                                     |
| 29-5-2016                                                               | Augusta                                                                 | Germania                                                                | 1 – 3                                                                   | Slovacchia                                                              | Amichevole                                                              | -                                                                       | 75’                                                                     |
| 4-6-2016                                                                | Gelsenkirchen                                                           | Germania                                                                | 2 – 0                                                                   | Ungheria                                                                | Amichevole                                                              | -                                                                       | 60’                                                                     |
| 12-6-2016                                                               | Lilla                                                                   | Germania                                                                | 2 – 0                                                                   | Ucraina                                                                 | Euro 2016 - 1º turno                                                    | -                                                                       | 78’                                                                     |
| 16-6-2016                                                               | Saint-Denis                                                             | Germania                                                                | 0 – 0                                                                   | Polonia                                                                 | Euro 2016 - 1º turno                                                    | -                                                                       | 66’                                                                     |
| 21-6-2016                                                               | Parigi                                                                  | Irlanda del Nord                                                        | 0 – 1                                                                   | Germania                                                                | Euro 2016 - 1º turno                                                    | -                                                                       | 55’                                                                     |
| 22-3-2017                                                               | Dortmund                                                                | Germania                                                                | 1 – 0                                                                   | Inghilterra                                                             | Amichevole                                                              | -                                                                       | 59’                                                                     |
| 26-3-2017                                                               | Baku                                                                    | Azerbaigian                                                             | 1 – 4                                                                   | Germania                                                                | Qual. Mondiali 2018                                                     | 2                                                                       |                                                                         |
| Totale                                                                  |                                                                         | Presenze                                                                | 57                                                                      |                                                                         | Reti                                                                    | 22                                                                      |                                                                         |

## Palmarès

### Club
- Campionato inglese: 1

Chelsea: 2014-2015
- Coppa di Germania: 2

Wolfsburg: 2014-2015
Borussia Dortmund: 2016-2017
- Supercoppa di Germania: 1

Wolfsburg: 2015

### Nazionale
- Campionato mondiale: 1

Brasile 2014